# 西原康行
西原 康行（にしはら やすゆき、1967年3月23日 - ）は、新潟医療福祉大学教授、教育学博士。
長野県須坂市出身。長野県須坂高等学校、筑波大学大学院修士課程修了。新潟大学大学院博士課程修了。ミズノ株式会社生活スポーツ研究室、新潟医療福祉大学専任講師、同准教授を経て、2009年より同大学大学院教授。
筑波大学でスポーツ社会学を学び、特に身体知研究で国際的に注目されている。ザグレブ大学教授のDr．Ivanと親交が深い。